# 北蝇座

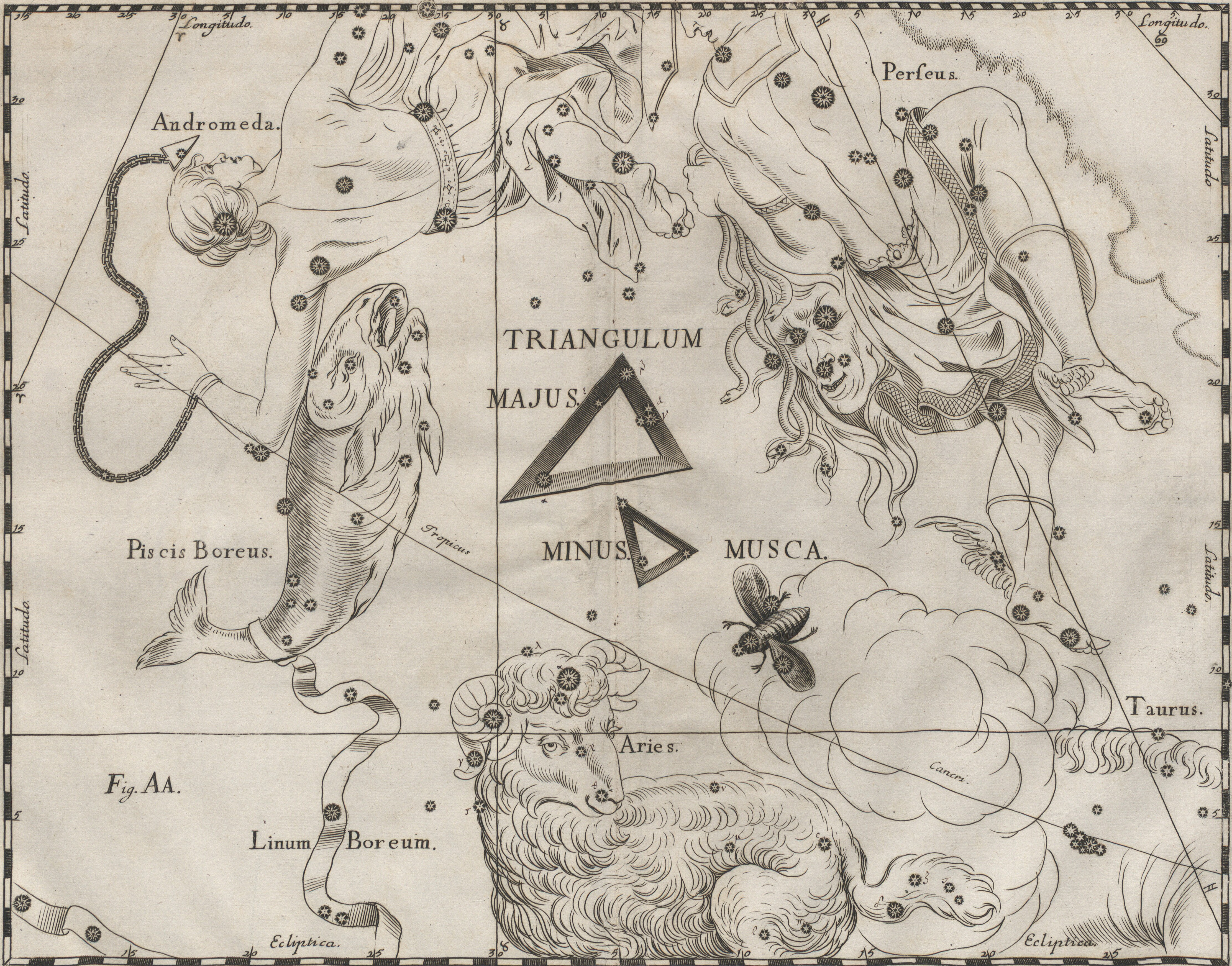
赫維留斯圖集中的北蠅座（1690年）。在這本圖集中，星座被顯示為它們從地球上看見的樣子，也就是說，通過比較它們在天空中的樣子，從背面轉移到正面來顯示。

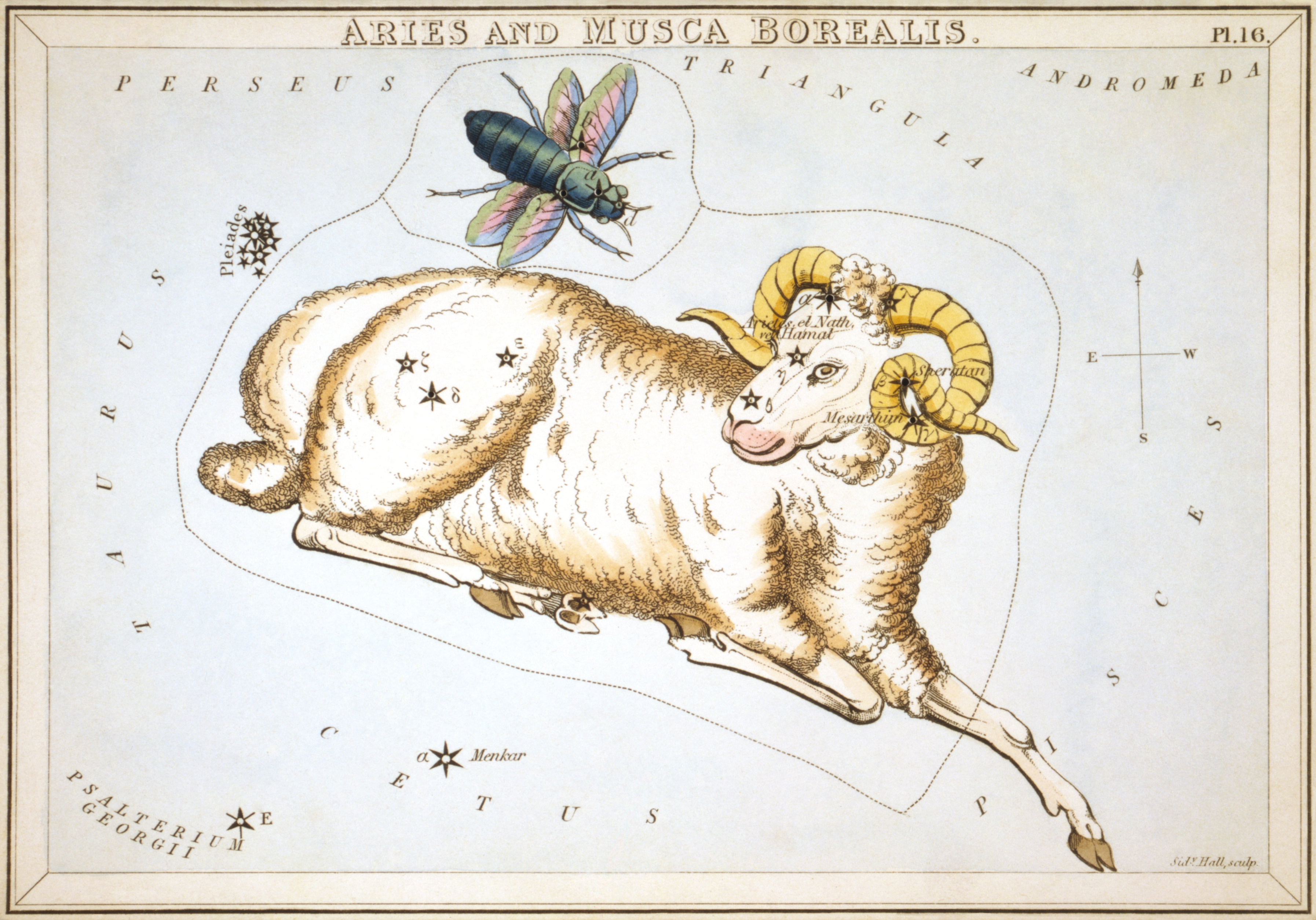
在"烏拉尼亞的鏡子"（1825年）中的北蠅座。

北蠅座（拉丁语：Musca Borealis，英語表示為"northern fly"）是一個曾經位於白羊座和英仙座之間，但現在已經被廢棄的星座。北蠅座是荷蘭天文學家彼得勒斯·普朗修斯（Petrus Plancius）於1612年創建的。它最初被稱為Apes（Apis的複數，拉丁語中蜜蜂的意思）。它由位於白羊座的北部，現在被稱為胃宿增五（白羊座33）、胃宿一（白羊座35）、胃宿二（白羊座39）和胃宿三（白羊座41）的一小群恆星組成。
最亮的恆星是胃宿三（Bharani），視星等3.63，是一顆藍白色的主序星，光譜類型為B8V，距離太陽系166光年。胃宿二（Lilii Borea）是一顆橙色的巨星，視星等4.51，光譜類型K1.5III，距離約171光年。
1624年，雅各布·巴特什將該星座更名為雀蜂座（Vespa）。巴特什的更名可能是為了避免與普朗修斯於1598年創建的另一個星座(Apis)混淆，後者於1603年仍被拜耳稱為Apis。帕蘭斯在1612年將這個較早創建的星座稱為Muia（希臘語中蒼蠅的意思）。事實上，布勞（Blaeu）在1602年已將其稱為Musca（拉丁語的蒼蠅），但拜耳顯然對此一無所知。
1679年，奧古斯丁·羅耶將這些星星用於他的星座 百合座（百合花象徵法國的王室），以榮譽他的贊助人法國國王路易十四。
赫維留斯在1690年的目錄中首次將其描述為蒼蠅（Musca）。後來的天文學家將其改名為北蠅座（Musca Borealis），以與南天的南蠅座（Musca Australis）有所區分。
這個星座已不再使用；它所包含的恆星現在納入在白羊座中。南天的南蠅座也簡單的稱為蒼蠅座（Musca）。

## 外部連結
- Ian  Ridpath. . StarTales.   [2012-10-21]. （原始内容存档于2012-07-16）.